# آلبرشت ولمر
آلبرشت ولمر (آلمانی: Albrecht Wellmer؛ زادهٔ ۹ ژوئیهٔ ۱۹۳۳) یک فیلسوف اهل آلمان است.